# Cui mian da shi
Cui mian da shi (催眠|大師m pinyin Cuīmián Dàshī), comercialitzada en anglès com The Great Hypnotist és una pel·lícula xinesa de misteri i thriller del 2014 film dirigida per Leste Chen i protagonitzada per Xu Zheng i Karen Mok. La pel·lícula fou estrenada el 29 d'abril de 2014.

## Argument
El Dr. Ruining Xu és un psiquiatre destacat que utilitza la psicoteràpia per tractar els seus pacients. El seu mentor, el professor Fang, recomana una pacient, Xiaoyan Ren, que afirma que pot veure fantasmes. Ruining accepta tractar a Xiaoyen, tot i saber del seu col·lega que la va tractar una vegada que hi ha alguna cosa inquietant en ella.
Durant la seva sessió amb Xiaoyen, Ruining s'assabenta ràpidament que l'està mentint. En contactar amb una amiga que treballa als serveis infantils, Ruining s'assabenta que Xiaoyen va ser abandonada pels seus pares adoptius després que la seva mare adoptiva quedés embarassada. Després va ser acollida per una família d'acollida. Tanmateix, Ruining s'adona que en realitat no menteix, sinó que havia suprimit els seus records més foscos inventant històries.
Continua un joc del gat i el ratolí on el doctor Ruining intenta desmentir les històries inventades de Xiaoyan amb la prova que obté. Tanmateix, les coses canvien quan Xiaoyan li diu a Ruining que ha estat veient dues persones, un home i una dona, a les seves cambres des que va arribar. Després d'algun temps, Ruining es va obrir sobre l'accident de cotxe al riu que conduïa i va provocar la mort del seu amant i millor amic. Xiaoyan li diu que els fantasmes l'han perdonat i volen que recordi el seu perdó quan es desperta. Ruining s'estavella a terra mentre el seu assistent corre a cuidar-lo.
Es revela que Xiaoyan Ren estava treballant amb el professor Fang, la família de Ruining i el seu personal per curar Ruining de la culpa postraumàtica per la qual Ruining havia intentat suïcidar-se. La professora Fang havia elaborat amb cura aquest pla seleccionant la seva millor alumna Xiaoyan Ren, que també era el companya de classe de Ruining. Quan Ruining desperta, tothom excepte Xiaoyan Ren van a veure'l i en un flashback es revela que el millor amic de Ruining que també va morir en un accident de cotxe, era el promès de Xiaoyan. El professor Fang li diu a Xiaoyan que també ha de deixar-lo anar.
Xiaoyan i Ruining tenen un moment junts on Xiaoyan confessa que no volia curar-se.

## Repartiment
- Xu Zheng com a Xu Ruining
- Karen Mok com a Ren Xiaoyan
- Hu Jing
- Lü Zhong
- Wang Yaoqing

## Recepció
La pel·lícula va assolir els 44.070.000 dòlars a la taquilla xinesa. Va obtenir un total de 45,6 milions de dòlars a nivell internacional.